# Arsenura pandora
Espèce
Synonymes
- Saturnia pandora Klug, 1836

Arsenura pandora est une espèce de papillons, de la famille des Saturnidés.